# Wacław Jezusek
Wacław Jezusek (ur. 14 września 1896 w Kolnie, zm. 5 grudnia 1982 w Płocku) – polski duchowny katolicki diecezji płockiej, infułat.

## Zarys biografii
Święcenia kapłańskie przyjął 30 maja 1920 z rąk biskupa Antoniego Juliana Nowowiejskiego. W 1922 ukończył z doktoratem studia z zakresu prawa kanonicznego w Rzymie. Od 1923 wicekanclerz kurii diecezjalnej w Płocku, a w latach 1928–1939 i od 1940 wikariusz generalny diecezji płockiej. Wykładał w Seminarium Duchownym w Płocku. 
W latach 1941–1945 przebywał na terenie archidiecezji warszawskiej. Od 1945 kanclerz kurii w Płocku. W 1949 odznaczony godnością prałata domowego Jego Świątobliwości, w tymże roku został też regensem Seminarium Duchownego w Płocku (do 1963). W 1964 mianowany radcą kurii, następnie wikariuszem generalnym (funkcji tych zrzekł się na własną prośbę). W 1971 przeszedł na emeryturę. 
Pozostawił dorobek pisarski liczący około 300 pozycji, poświęconych w głównej mierze martyrologii duchowieństwa płockiego. Pochowany na cmentarzu katolickim w Płocku, w kwaterze prałatów katedry płockiej.